# Брожова, Мария
Мария Брожова (чеш. Marie Brozová; 14 сентября 1901, Густопече-над-Бечвоу, Моравия, Австро-Венгрия, (ныне район Пршеров, Оломоуцкий край, Чехия) — 26 сентября 1987, Прага) — чешская и чехословацкая актриса

 театра, кино и телевидения. Заслуженный деятель искусств ЧССР (1966).

## Биография
Родилась в артистической семье. Актёрами были её родители Карел (также театральный режиссёр) и Катаржина, а также брат Антонин (режиссёр) и сестра Ружена (первая чешская королева красоты).
Дебютировала в 1921 году, до 1926 годах играла на сцене Национального театра в Брно, в 1926—1931 годах — в Городском театре в Пльзеня, в 1931—1963 годах — артистка Театра на Виноградах в Праге.
За свою карьеру снялась в 62 кино- и телефильмах, сериалах.

## Избранные театральные роли
- Селимена (Мизантроп Мольер)
- Наташа («На дне» Максим Горький)
- Лида («Ангелы среди нас» Ф. Лангер)
- Марта («Ян Гус» А. Йирасек)
- Эмилия Марти («Средство Макропулоса» R. Чапек)

## Избранная фильмография
- Advokát chudých (1941)
- Jan Cimbura (1941)
- Турбина (1941) — учитель пения
- Магия реки (1945) — Эмша Калинова
- Předtucha (1947)
- Pan Habětín odchází (1947)
- Дикая Бара (1949) — Пепинка
- Серебряный ветер (1954) — Ярмила, мать Яна
- Псоглавые (1954) — жена Ламмингера
- Ян Гус (1954) — мать Сташека
- Сплавщики (1952) — жена каменщика
- Похищенный дирижабль (1966) — бабушка Якубека
- 1968 — Марафон — старуха на балконе
- Бурлящее вино (1976) — тётя Грдлички
- Больница на окраине города (1977)
- Causa králík (1979)
- Развод так развод (1982)
- Sanitka (1984)
- Vlak dětství a naděje (1985)
- Lev s bílou hřívou (1986)

## Награды
- Заслуженный деятель искусств ЧССР (1966)
- Орден «Знак отличия» за выдающийся труд (1961)